# تامار شاهنازاریان
تامار کستانتینی شاهنازاریان (ملیک-شاهنازاریان (ارمنی: Թամար Կոստանդինի Շահնազարյան؛ انگلیسی: Tamar Shahnazaryan زاده ۴ ژانویهٔ ۱۹۰۱ - درگذشته ۶ اکتبر ۱۹۷۸) یک خواننده و آموزگار اهل ارمنستان بود. وی بین سال‌های - تا - میلادی فعالیت می‌کرد.

## زندگی‌نامه
وی در ۱۷ ژانویهٔ [سبک قدیمی: ۴ ژانویهٔ] ۱۹۰۱ در باکو به دنیا آمد و از کنسرواتوار دولتی کومیتاس ایروان (۱۹۳۱) فارغ‌التحصیل گشت. وی در تالار اپرای ایروان، تالار آکادمی ملی اپرا و باله آلکساندر اسپنداریان (۱۹۳۲–۱۹۴۸) و کنسرواتوار دولتی کومیتاس ایروان (۱۹۴۵–۱۹۷۸) فعالیت می‌کرد. وی برنده جوایزی همچون چهره هنری شایسته ارمنستان شوروی (۱۹۶۱) شد. وی در ۶ اکتبر ۱۹۷۸ در سن ۷۷ سالگی در ایروان درگذشت.

## جستارهای ویژه
- فهرست خوانندگان ارمنی